# Jan XXIII
Jan XXIII (łac. Ioannes PP. XXIII, wł. Giovanni XXIII; właśc. Angelo Giuseppe Roncalli; ur. 25 listopada 1881 w Sotto il Monte, zm. 3 czerwca 1963 w Watykanie) – włoski duchowny rzymskokatolicki, tercjarz franciszkański, patriarcha Wenecji w latach 1953–1958, 261. papież i 3. Suweren Państwa Watykańskiego od 28 października 1958 do 3 czerwca 1963. Święty Kościoła katolickiego.
Był jednym z trzynaściorga dzieci urodzonych w chłopskiej rodzinie. Święcenia kapłańskie przyjął 10 sierpnia 1904. Pełnił szereg funkcji, jako nuncjusz apostolski we Francji i delegat do Bułgarii, Grecji i Turcji. W 1925 przyjął święcenia biskupie. 12 stycznia 1953 na konsystorzu Pius XII kreował go kardynałem, a także nadał mu tytuł patriarchy Wenecji. Wybrany na papieża 28 października 1958 w jedenastym głosowaniu, po trzech dniach konklawe.
Jego poglądy na temat równości zostały podsumowane  w jego stwierdzeniu: „Wszyscy zostaliśmy stworzeni na obraz Boży, a zatem wszyscy jesteśmy podobni do Boga”. Wywarł ogromny wpływ na Kościół katolicki, otwierając go na zmiany ogłoszone na Soborze Watykańskim II. Jego celem była modernizacja Kościoła poprzez podkreślenie jego roli duszpasterskiej. Porzucił zasadę ograniczenia liczby kardynałów do 70 wprowadzoną przez Sykstusa V, zwiększając ich liczebność do 88, mianował pierwszych kardynałów z Afryki, Japonii oraz Filipin. Promował ruchy ekumeniczne we współpracy z innymi wyznaniami chrześcijańskimi.
Jego proces kanonizacyjny rozpoczął 18 listopada 1965 papież Paweł VI, ogłaszając go Sługą Bożym. 3 września 2000 został beatyfikowany przez Jana Pawła II. 27 kwietnia 2014 wraz z Janem Pawłem II został kanonizowany.

## Życiorys

### Wczesne życie
Urodził się w Sotto il Monte (obecnie Sotto il Monte Giovanni XXIII – nazwane na jego cześć), w prowincji Bergamo we Włoszech 25 listopada 1881 r., w biednej, liczącej 13 dzieci rodzinie chłopskiej. Jego rodzeństwem byli:
- Maria Caterina (1877–1883)
- Teresa (1879–1954)
- Ancilla (1880–1953)
- Francesco Zaverio (1883–1976)
- Maria Eliza (1884–1955)
- Assunta Casilda (1886–1980)
- Domenico Giuseppe (1888–1888)
- Alfredo (1889–1972)
- Giovanni Francesco (1891–1956)
- Enrica (1893–1918)
- Giuseppe Luigi (1894–1981)
- Luigi (1896–1898)

Jego rodzina osiadła w tej miejscowości w XV wieku, choć pewne jej gałęzie zamieszkiwały inne części Włoch. Rodzice przyszłego papieża byli biednymi rolnikami. Ojciec, Giovanni Battista Roncalli, był dzierżawcą. Dopiero w latach późniejszych udało mu się wykupić dom rodzinny oraz fragment pola od hrabiego Ottavio Morianiego. Matka, Marianna Giulia Mazzola, była gospodynią domową. Wprowadzała ona również do domu religijną atmosferę. Pierwszą komunię przyjął w 1888 r., natomiast bierzmowany był rok później.
Angelo Roncalli ukończył trzyklasową wiejską szkołę powszechną. Od 8. roku życia uczył się łaciny u miejscowego proboszcza. W 1891 r. dzięki protekcji dostał się do gimnazjum w odległym o 7 km od rodzinnej wioski miasteczku Celana, w którym naukę musiał jednak przerwać już po roku. W październiku 1893 r. 12-letni Angelo rozpoczął naukę w małym seminarium duchownym w Bergamo. Było to możliwie dzięki pomocy finansowej proboszcza, ponieważ na opłacanie czesnego rodzina nie mogła sobie pozwolić. Tu szybko nadrobił braki i stał się jednym z najlepszych seminarzystów. Pasjonowały go nauki humanistyczne, a w szczególności historia. W Bergamo dokonał się rozwój intelektualny przyszłego papieża. Ukończył gimnazjum, liceum, a mając 19 lat był już na trzecim roku teologii.
3 stycznia 1901 r. został przeniesiony do seminarium papieskiego św. Apolinarego w Rzymie jako stypendysta fundacji księdza Casaroli. Rok później musiał na kilka miesięcy przerwać naukę z powodu konieczności odbycia zasadniczej służby wojskowej, gdzie w 1902 r. dosłużył się stopnia sierżanta.

### Prezbiter

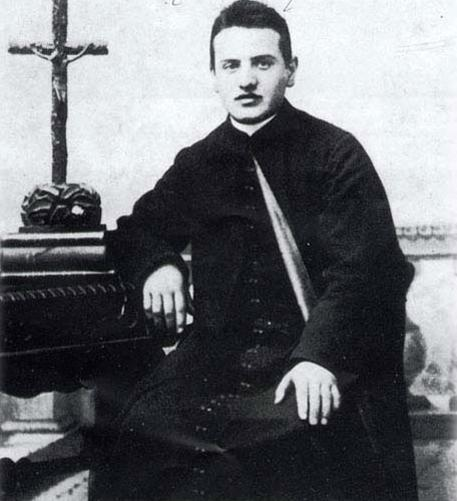
Młody Roncalli

8 grudnia 1903 r. otrzymał święcenia diakonatu. 8 czerwca 1904 r., po ukończeniu czwartego roku teologii, złożył wniosek o święcenia prezbiteriatu, które otrzymał 10 sierpnia w kościele Santa Maria in Monte Santo na Piazza del Popolo. Trzy tygodnie przed święceniami uzyskał doktorat z teologii.
Pod koniec 1904 r. młody ksiądz zapisał się na wydział prawa kanonicznego, jednakże już w kwietniu 1905 r. przerwał studia, gdyż 9 kwietnia otrzymał funkcję sekretarza nowego biskupa Bergamo Giacomo Radiniego-Tedeschi. Pełnił ją przez 10 lat, aż do śmierci Radiniego w sierpniu 1914 r. Oprócz obowiązków sekretarza Roncalli wykładał również w seminarium duchownym historię Kościoła oraz apologetykę. Był diecezjalnym kapelanem Akcji Katolickiej kobiet, wiele czasu spędzał w bibliotekach i archiwach. W 1905 r. rozpoczął pracę nad wydawnictwem źródłowym „Akta wizytacji apostolskiej diecezji Bergamo przez św. Karola Boromeusza”. Pracę tę ukończył dopiero w 1957 r., już jako kardynał.
W 1908 r. opublikował swoją pierwszą książkę – „Kardynał Cezary Baroniusz. Z okazji trzechsetlecia śmierci”, zaś w 1912 r. wydał monografię „Wyższe miłosierdzie w Bergamo i inne dzieła dobroczynne zaprowadzone przez Zgromadzenie Miłosierdzia”.

### Biskup, kardynał
W 1915 r., na początku I wojny światowej, został powołany do wojska, gdzie początkowo był sanitariuszem, a następnie kapelanem (służbę pełnił do 1918 r.). W 1925 r. papież Pius XI mianował go Oficjałem w Bułgarii, a także tytularnym arcybiskupem Areopolis. Sakry udzielił mu kardynał Giovanni Tacci Porcelli. Jako swoje hasło biskupie wybrał Obedientia et Pax (Posłuszeństwo i Pokój), które stało się jego mottem przewodnim. W 1931 r. został mianowany wizytatorem apostolskim w Bułgarii. W 1935 r. został delegatem apostolskim w Turcji i Grecji.
Po wybuchu II wojny światowej korzystając ze statusu dyplomatycznego pomagał ludziom prześladowanym przez hitlerowców, m.in. wysyłając do Palestyny podrobione świadectwa chrztu i imigracji dla Żydów węgierskich. Ambasador niemiecki Franz von Papen ocenił, że Roncalli uratował około 24 tysiące Żydów. W 1944 r. papież Pius XII mianował go nuncjuszem apostolskim w Paryżu, a od 1951 r. także stałym obserwatorem przy UNESCO.

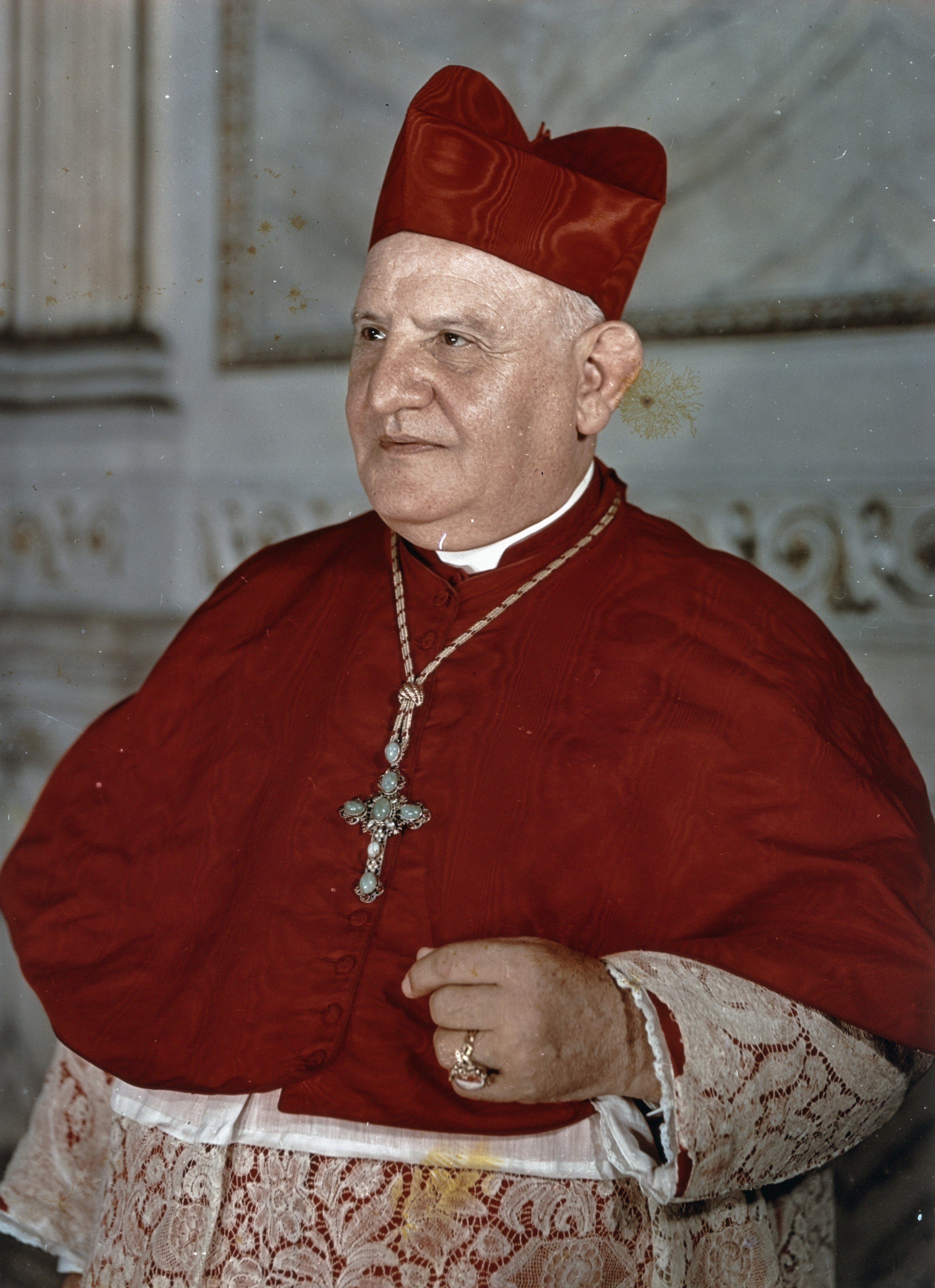
Angelo Giuseppe Roncalli jako patriarcha Wenecji

Herb kardynalski Angela Giuseppe Roncallego

12 stycznia 1953 r. został mianowany kardynałem, a trzy dni później patriarchą Wenecji. Prezydent Francji Vincent Auriol powołał się na stary przywilej francuskich królów i sam włożył czerwony kapelusz na głowę kardynała Roncallego w czasie ceremonii w Pałacu Elizejskim. Jako kardynał był członkiem trzech kurialnych dykasterii: Kongregacji ds. Kościołów Wschodnich, Kongregacji Rozkrzewiania Wiary i Kongregacji ds. Zakonników.
Od 1 marca 1896 r. należał do Franciszkańskiego Zakonu Świeckich.

### Wybór na papieża
Konklawe w 1958 r. trwało trzy dni, podczas których odbyło się jedenaście głosowań. Ku zaskoczeniu samego Roncallego kardynałowie wybrali go 28 października, uznając go  za „Papieża Przejściowego” – ze względu na zaawansowany wiek (77 lat).

## Pontyfikat

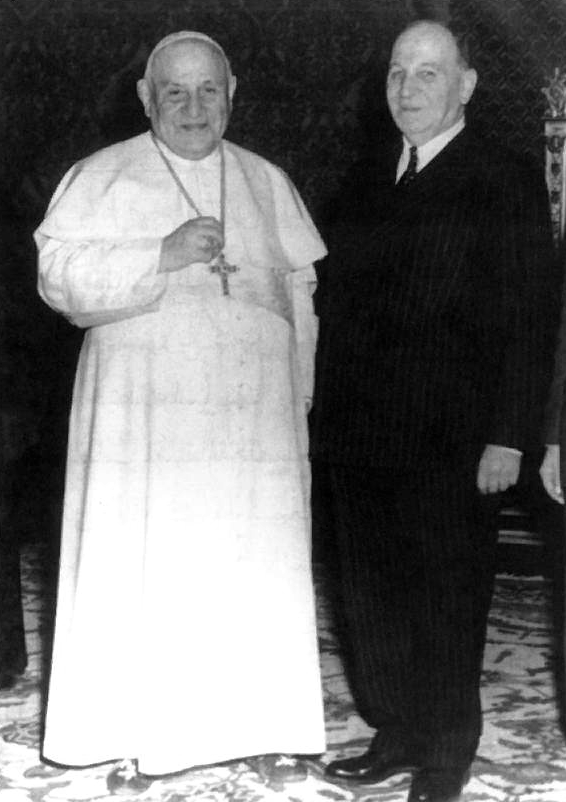
Jan XXIII i premier Sami as-Sulh (1959)

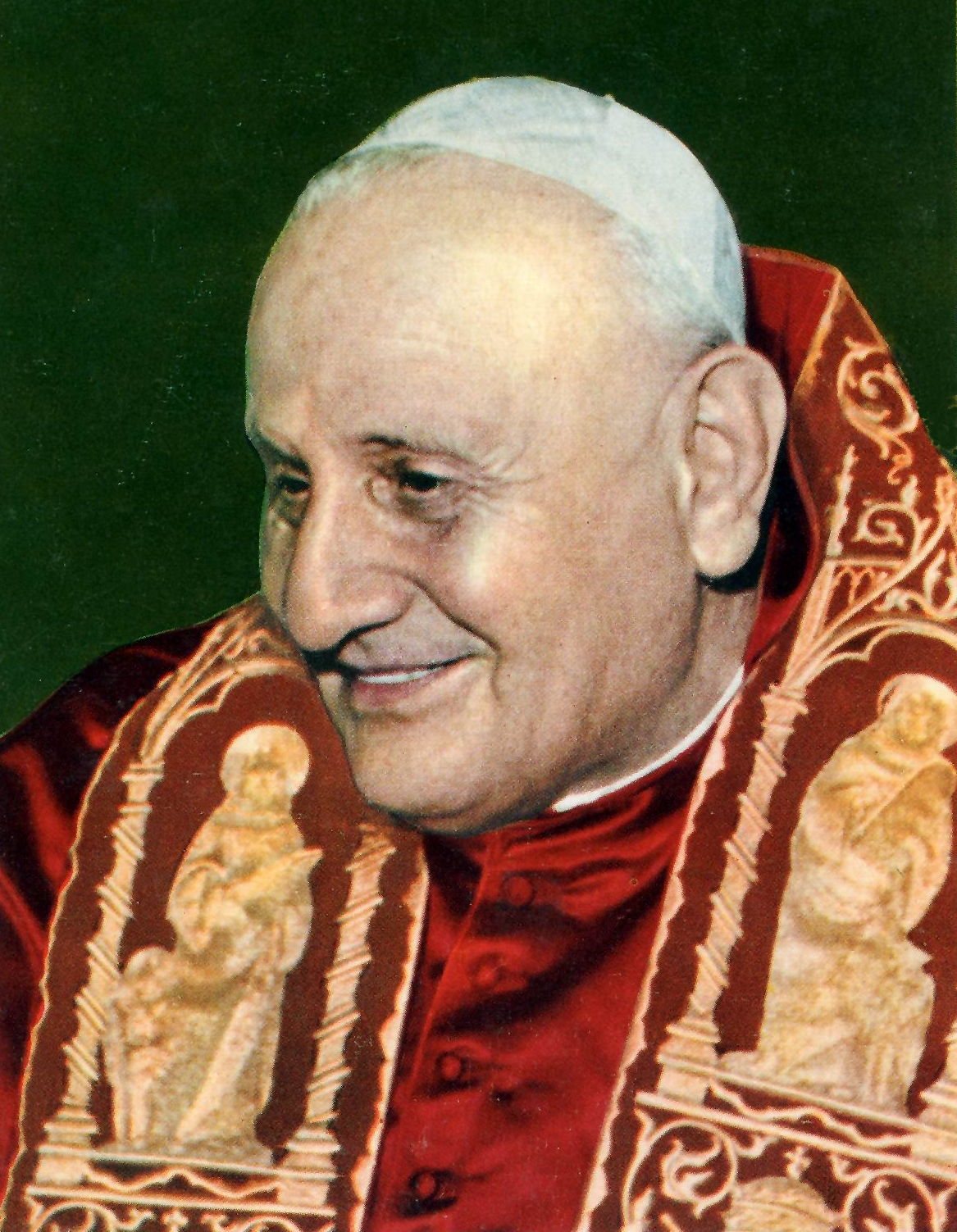
Jan XXIII (1959)

Wkrótce po wyborze Jan XXIII oznajmił, że jego głównym pragnieniem jest, by mógł być przede wszystkim pasterzem. Zaraz potem podjął cztery ważne decyzje: zwiększył liczebność Kolegium Kardynałów (unieważniając dekret Sykstusa V), postanowił zwołać synod i sobór powszechny, a także zrewidować kodeks prawa kanonicznego.
Pierwszy w historii Rzymu Synod Biskupów odbył się w dniach 24–31 stycznia 1960 r. i był określany jak wstęp do soboru. Historycy są jednomyślni, że najdonioślejszym wydarzeniem pontyfikatu Jana XXIII było zwołanie II soboru watykańskiego, którego zadaniem było otwarcie Kościoła na odłączonych i dostosowanie go do wymogów nowej epoki. Pierwsza komisja przygotowująca sobór zaczęła obradować w czerwcu 1959 r.. Rok później papież utworzył dziesięć komisji soborowych i komisję główną. Wkrótce potem rozesłał zapytania do biskupów świata z prośbą o propozycje tematów – odpowiedzi było na tyle dużo, że nie zdążono nawet wszystkich przygotować. W Boże Narodzenie w 1961 r. papież postanowił, że sobór zostanie otwarty 11 października 1962 r. (początkowo przewidywał, że potrwa kilka miesięcy). Na obrady zaproszonych było 18 Kościołów niekatolickich. Sam papież nie brał udziału w obradach. Raz jednak interweniował, kiedy to schemat o objawieniu został odrzucony większością ojców soborowych, lecz niewystarczającą większością 2/3 (papież skierował wówczas schemat do ponownych obrad specjalnej komisji). Pierwsza sesja soboru zakończyła się 8 grudnia 1962 r..

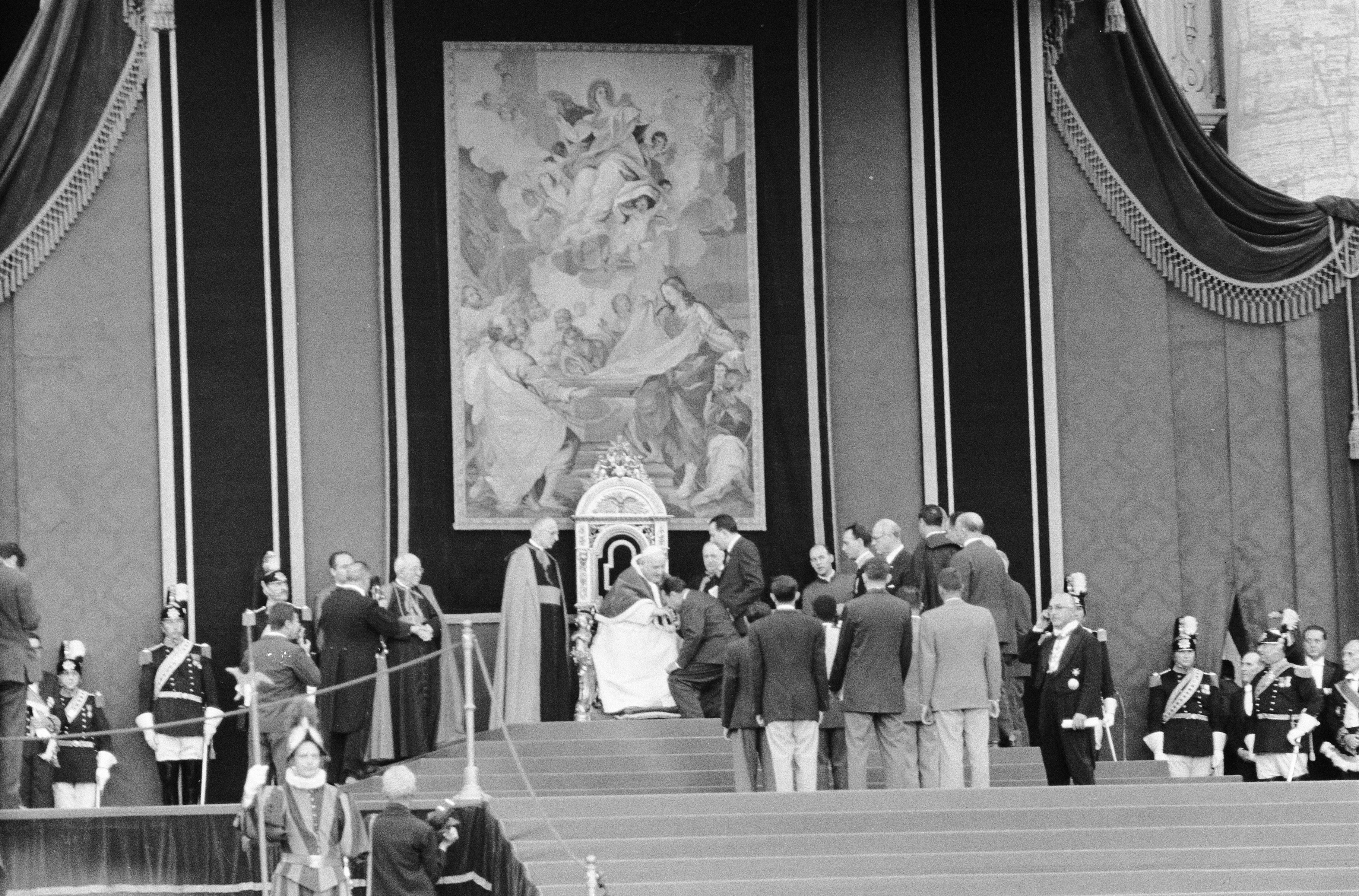
Jan XXIII wita sportowców na Letnich Igrzyskach Olimpijskich 1960, 28 sierpnia 1960.

Zdaniem historyków  żaden wcześniejszy papież nie podjął takich wysiłków na rzecz ekumenizmu jak Jan XXIII. 5 czerwca 1960 r. utworzył Sekretariat Jedności Chrześcijan, mianując jego prefektem kardynała Augustina Bea. 20 grudnia 1960 r. odbył godzinne spotkanie z Geoffreyem Fisherem, arcybiskupem Canterbury. Było to pierwsze od 400 lat, od ekskomuniki Elżbiety I, spotkanie arcybiskupa Canterbury z papieżem. Wymienił także (poprzez wysłanników) pozdrowienia z patriarchą Moskwy Aleksym i patriarchą Konstantynopola Atenagorasem. Za zgodą papieża w 1961 r. obserwatorzy katoliccy wzięli udział w Światowej Radzie Kościołów w Delhi.
Udzielał się także w reformie liturgii: zatwierdził nowy brewiarz i mszał, a także wprowadził do kanonu mszalnego wspomnienie św. Józefa i wyraził zgodę na używanie języków narodowych w Kościołach unickich. W sprawach dogmatycznych jego działanie jest oceniane  jako nieco zachowawcze, jak np. gdy przestrzegł przed niebezpiecznymi treściami dzieł Pierre’a Teilharda de Chardin.
Już w pierwszym roku swojego pontyfikatu napisał cztery encykliki, z których najważniejsza, Ad Pedri Cathedram (wydana w czerwcu 1959 r.), zawierała oficjalną zapowiedź soboru. Trzy kolejne, które ukazały się od sierpnia do listopada 1959 r., traktowały o stanie kapłańskim, modlitwie różańcowej i pracy misyjnej. W maju 1961 r. została wydana encyklika społeczna Mater et Magistra, w której podjął i rozszerzył społeczną naukę Piusa XI i Leona XIII. W podobnym tonie Jan XXIII wypowiedział się także w ostatniej swojej encyklice Pacem in terris (kwiecień 1963 r.), gdzie nawiązał także do pokojowego współistnienia pomiędzy Zachodem a komunistycznym Wschodem.
Dodatkowo, podczas kryzysu kubańskiego, publicznie apelował do ZSRR i USA o ostrożność w działaniach, czym zaskarbił sobie sympatię prezydenta Kennedy’ego i I sekretarza Chruszczowa. Dzięki temu ociepleniu stosunków dyplomatycznych, 7 marca 1962 r., Jan przyjął na audiencji córkę i zięcia Chruszczowa.
Wbrew panującemu przekonaniu papież Jan XXIII nie ekskomunikował 3 stycznia 1962 r. Fidela Castro. Doszło jedynie do pogorszenia relacji, m.in. poprzez odpowiedź papieża na wiadomość od kubańskiego prezydenta, Dorticósa Torrado, w której wyraził swoje „szczere życzenia chrześcijańskiej pomyślności dla umiłowanego narodu Kuby”. Przesłanie miało jednak dość ekspansywny charakter. Również w tym samym czasie władze watykańskie podjęły decyzję o nieprzyjęciu listu uwierzytelniającego dla nowego ambasadora Kuby, Amado Blanco y Fernándeza. Napięcie stosunków wynikało z nagonki i prześladowań duchownych katolickich na Kubie.

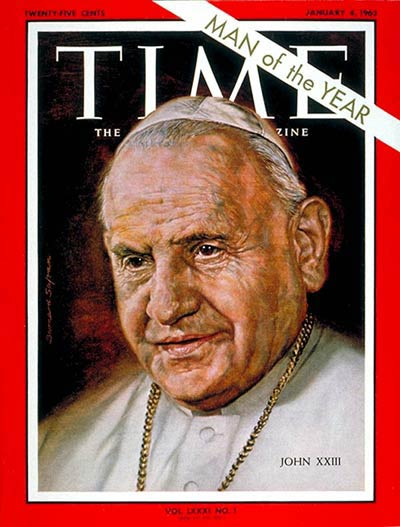
Jan XXIII na okładce magazynu „Time” z 4 stycznia 1963.

Człowiek Roku 1962 według magazynu „Time”. Jego sekretarzem osobistym był abp Loris Capovilla. Palił fajkę. Był pierwszym papieżem od 1870 r., który odbył oficjalne spotkanie poza Watykanem – była to wizyta w więzieniu i jednym ze szpitali w Boże Narodzenie w 1958. W 1962 r. odbył także podróż do Asyżu i Loreto. Kreował 52 kardynałów na pięciu konsystorzach.

## Choroba i śmierć
23 września 1962 r. u papieża zdiagnozowano raka żołądka, z którego miał kilka krwotoków. Ostatnie publiczne wystąpienie ojca świętego odbyło się 11 maja 1963 r., kiedy to włoski prezydent Antonio Segni przyznał papieżowi nagrodę za zaangażowanie dla pokoju. Jego ostatnia publiczna wypowiedź zaś, dzięki przekazowi radiowemu, została skierowana do pątników zgromadzonych w piekarskim sanktuarium u stóp Matki Boskiej Piekarskiej w Piekarach Śląskich. 25 maja 1963 papież doznał kolejnej perforacji, w wyniku której zapadł na zapalenie otrzewnej i wymagał transfuzji krwi; miał też coraz wyższą gorączkę. O agonii papieża informowało szczegółowo polskich słuchaczy Radio Wolna Europa.
Jan XXIII zmarł w Watykanie 3 czerwca 1963 roku o godzinie 19:49. Jego ostatnie słowa brzmiały: „Nie mam innej woli jak tylko wolę Boga – Ut unum sint. (łac. Aby byli jedno)”. W związku z jego śmiercią kilka państw ogłosiło żałobę narodową m.in. Hiszpania (10 dni), Filipiny (9 dni), Brazylia (5 dni), Włochy (3 dni), Portugalia (3 dni), Paragwaj (3 dni), Gwatemala (3 dni), Kongo (1 dzień). Pierwotnie grób Jana XXIII znajdował się w krypcie w podziemiach bazyliki Świętego Piotra. Po beatyfikacji ciało papieża zostało złożone u stóp ołtarza św. Hieronima w bazylice św. Piotra na Watykanie. Natomiast 5 lat później tj. 8 kwietnia 2005, w pierwotnym miejscu pochówku papieża Jana pochowano Jana Pawła II.

### Proces beatyfikacyjny i kanonizacyjny
Nazywany był za życia „Dobrym papieżem Janem” (a także „Janem Uśmiechniętym” i „Janem Pokornym”) .
Proces beatyfikacyjny rozpoczął się 18 listopada 1965 r.. Jan XXIII został ogłoszony, razem z Piusem IX oraz z trzema innymi sługami bożymi, błogosławionym Kościoła katolickiego przez papieża Jana Pawła II 3 września 2000.
Cud, który przesądził o ogłoszeniu papieża Jana XXIII błogosławionym, miał miejsce w Neapolu 25 maja 1966 r.. Uzdrowiona została siostra zakonna ze Zgromadzenia Sióstr Miłosierdzia św. Wincentego à Paulo – Caterina Capitani. Zakonnica cierpiała na przewlekłe zapalenie błony śluzowej żołądka. Choroba postępowała i niemożliwa z punktu widzenia medycyny była jakakolwiek poprawa. Siostra wraz ze współsiostrami prosiła o wstawiennictwo Jana XXIII; miała zostać uzdrowiona po wizji. Przypadek ten został zbadany przez zespół lekarzy współpracujących, jako konsultanci medyczni, przy Kongregacji Spraw Kanonizacyjnych.

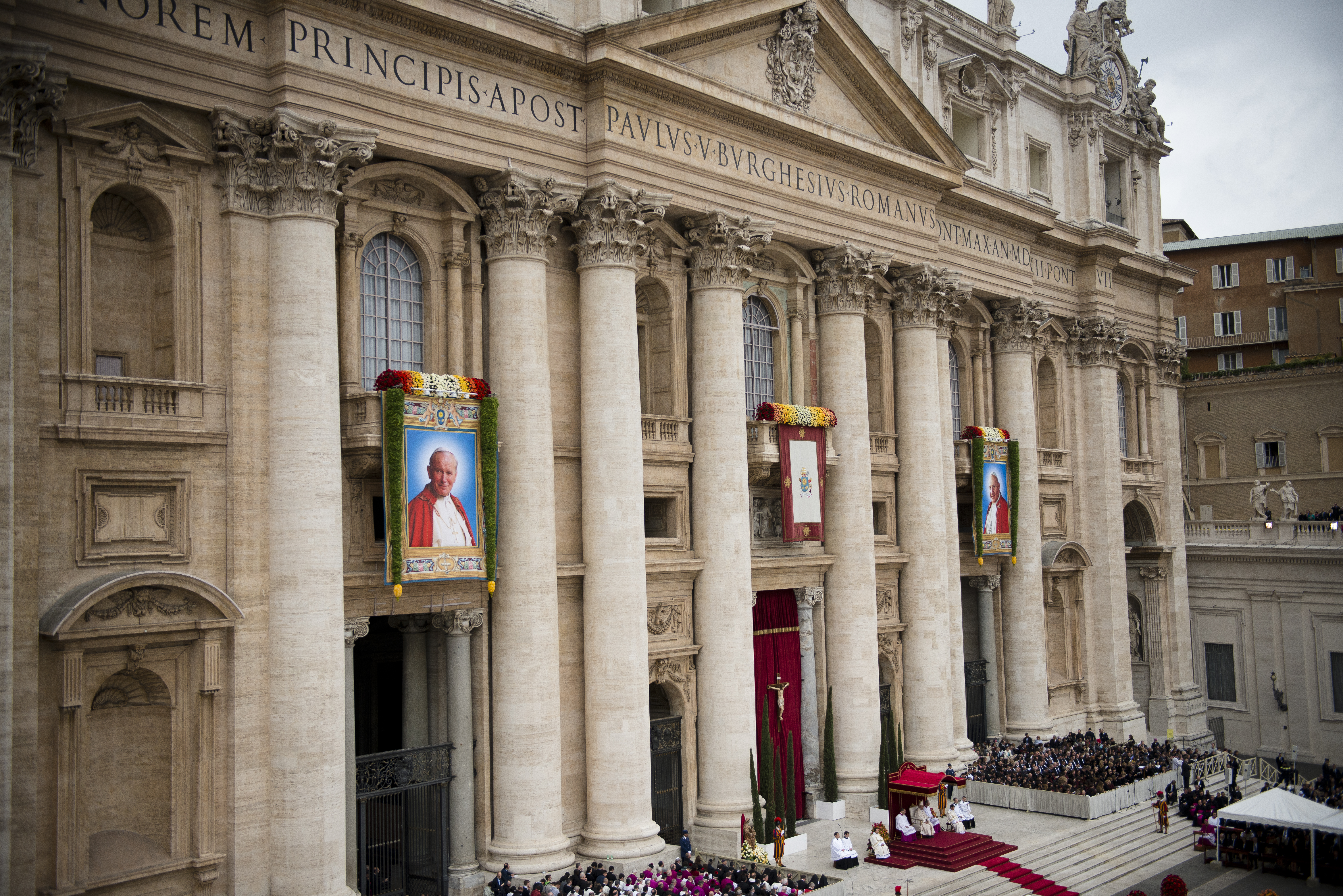
Msza kanonizacyjna dwóch papieży

5 lipca 2013 r. Watykan ogłosił iż Franciszek zamierza wpisać do katalogu świętych papieża Jana XXIII oraz że razem z nim zostanie kanonizowany Jan Paweł II, któremu tego dnia podpisano dekret w sprawie cudu za wstawiennictwem papieża Polaka. W przypadku Jana XXIII papież Franciszek zdecydował o odstąpieniu od stwierdzenia cudu za wstawiennictwem błogosławionego. Data kanonizacji obu papieży została ustalona na konsystorzu, który odbył się 30 września.
27 kwietnia 2014 r., w Niedzielę Miłosierdzia Bożego, papież Franciszek przy koncelebrze emerytowanego papieża Benedykta XVI odprawił na Placu św. Piotra mszę świętą kanonizując obu papieży. W uroczystości uczestniczyło wiele zagranicznych delegacji, w tym także z Polski.
Była to pierwsza podwójna kanonizacja papieży w XXI wieku i zarazem pierwsza kanonizacja głowy Kościoła od czasu kanonizacji Piusa X w 1954 r..

### Wspomnienie liturgiczne
Wspomnienie liturgiczne w Kościele katolickim obchodzone jest 11 października – w rocznicę dnia, w którym nastąpiło uroczyste otwarcie Soboru Watykańskiego II.
We wrześniu 2014 r. papież Franciszek zarządził, że św. Jan XXIII będzie czczony w liturgii całego Kościoła w randze wspomnienia dowolnego.

## Dokumenty papieskie

### Encykliki Jana XXIII
Encykliki są najważniejszymi i podstawowymi dokumentami papieskimi. Jan XXIII napisał ich osiem:
1. Ad Petri Cathedram – 29 czerwca 1959
2. Sacerdotii Nostri Primordia – 1 sierpnia 1959
3. Grata Recordatio – 26 września 1959
4. Princeps Pastorum – 28 listopada 1959
5. Mater et Magistra – 15 maja 1961
6. Aeterna Dei Sapientia – 11 listopada 1961
7. Paenitentiam Agere – 1 lipca 1962
8. Pacem in Terris – 11 kwietnia 1963[44].

### Adhortacje apostolskie
1. A quarantacinque anni – 21 kwietnia 1959
2. Sacrae Laudis – 6 stycznia 1962
3. Novem Per Dies – 20 maja 1963

### Motu propria
1. Divini Pastoris Ecclesiasticis – 12 listopada 1958
2. Boni Pastoris – 22 lutego 1959
3. Cum inde – 17 maja 1959
4. De Pontificio Consilio Ecclesiasticis Italiae Tabularis curandis – 29 lutego 1960
5. Rubricarum Instructum – 25 lipca 1960
6. Ad Suburbicarias Dioeceses – 10 marca 1961
7. Consilium – 2 lutego 1962
8. Suburbicariis sedibus – 11 kwietnia 1962
9. Cum gravissima – 15 kwietnia 1962
10. Appropinquante Concilio – 6 sierpnia 1962
11. Summi Pontificis electio – 5 września 1962
12. Templorum Decus – 11 września 1962
13. Fidei propagandae – 1 października 1962
14. Dominicianus Ordo – 7 marca 1963

### Konstytucje apostolskie
- Pacensis in Bolivia (Coroicensis) – 7 listopada 1958
- Torontinae – Hamiltonensis (S. Catharinae in Ontario) – 9 listopada 1958
- Portus Moresby (Mendiensis) – 13 listopada 1958
- Durangensis (Chihuahuensis) – 22 listopada 1958
- Durangensis – Sinaloensis (Mazatlanensis) – 22 listopada 1958
- Liberopolitanae – 11 grudnia 1958
- Tananarivensis (De Diego Suarez et Aliarum) – 11 grudnia 1958
- Liberopolitanae (Muilaënsis) – 11 grudnia 1958
- Chihuahuensis – 8 stycznia 1959
- Cuschensis (Sicuanensi) – 10 stycznia 1959
- Changanacherrensis et aliarum – 10 stycznia 1959
- Caiazeirasensis-Campinensis Grandis (Patosensis) – 17 stycznia 1959
- Berberatensis (Bossangoaënsis) – 9 lutego 1959
- Niameyensis (Fadangurmaënsis) – 12 lutego 1959
- Iquiquensis (Aricensis) – 17 lutego 1959
- Munduensis – 19 lutego 1959
- Botucatuensis – 7 marca 1959
- Tudensis (Vicensis) – 9 marca 1959
- Seguntinae (Guadalajarensis) – 9 marca 1959
- Oxomensis (Sorianae) – 9 marca 1959
- Oriolensis (Lucentinae) – 9 marca 1959
- Mindoniensis (Ferrolensis) – 9 marca 1959
- Calaguritanae et Calceatensis (Logrognesis) – 9 marca 1959
- Sancti Dominici (a Domina Nostra vulgo De La Altagracia in Higüey seu Higueyensis) – 1 kwietnia 1959
- Oturkpoënsis – 2 kwietnia 1959
- Kimberleyensis et aliarum (Bechuanalandensis) – 2 kwietnia 1959
- Culiacanensis – 6 kwietnia 1959
- Exarchia in Germania – 17 kwietnia 1959
- Rhodesiae Septemtrionalis et Nyassaland – 25 kwietnia 1959
- Nzerekoreensis – 25 kwietnia 1959
- Luluaburgensis (Lueboënsis) – 25 kwietnia 1959
- Nagasakiensis (Qui cotidie) – 4 maja 1959
- De Diego Suarez – Tananarivensis (Ambatondrazakaënsis) – 21 maja 1959
- Verae Crucis — Tehuantepecensis (S. Andreae De Tuxtla) – 23 maja 1959
- Angelorum – Mexicanae (Tlaxcalensis) – 23 maja 1959
- Delhiensis et Simlensis (Simlensis) – 4 czerwca 1959
- Ngoziensis – Kitegaënsis (Usumburaënsis) – 11 czerwca 1959
- Insularum Salomonicarum (Insularum Salomonicarum Occidental.) – 11 czerwca 1959
- Portus Alexii et Vevakensis (Gorokaensis, Montis Hagensis, Laensis) – 18 czerwca 1959
- Portalegrensis in Brasilia (S. Crucis in Brasilia) – 20 czerwca 1959
- Bugavuënsis (Gomaënsis) – 30 czerwca 1959
- Hiroshimaënsis – 30 czerwca 1959
- Portus Moresby (Insulae Yule et Daruensis) – 16 lipca 1959
- Lagosensis (Kadunaënsis) – 16 lipca 1959
- Rivi Nigri (S. Ioannis In Brasilia) – 16 stycznia 1960
- Sollicitudo Omnium Ecclesiarum – 29 czerwca 1960
- Humanae Salutis – 25 grudnia 1961
- Veterum Sapientia – 22 lutego 1962

### Listy apostolskie
- Haeret animis – 20 listopada 1958
- Inclitam Dei genetricem – 28 listopada 1958
- Bergomensem Inter – 10 grudnia 1958
- Fortiter suaviterque – 10 grudnia 1958
- Gaudii nuntia – 10 stycznia 1959
- Opere Nobilissimo – 14 stycznia 1959
- Urbis Fori Livii – 16 stycznia 1959
- Pientissima Virgo – 16 stycznia 1959
- Agnes Sepulchrum – 27 lutego 1959
- Celsitudo ex humiltate – 19 marca 1959
- Qui huius saeculi – 23 marca 1959
- Quantum dilectionis – 10 kwietnia 1959
- Materna Caritas – 12 kwietnia 1959
- Mirabilis Tot – 12 kwietnia 1959
- Cui Datum – 14 kwietnia 1959
- Quae festo – 15 kwietnia 1959
- Renovans faciem – 26 kwietnia 1959
- Mariani Cultus – 2 maja 1959
- Caritatis Praeconium – 3 maja 1959
- Caritatis Unitas – 4 maja 1959
- Plantaria Novella – 21 maja 1959
- Augustae Virgini – 23 maja 1959
- Potiora inter – 23 maja 1959
- Urbs Roma – 23 maja 1959
- Ecclesiae Filii – 6 czerwca 1959
- Salute Sidus – 10 czerwca 1959
- Salutiferos cruciatos – 1 lipca 1959
- Essendiae in urbe – 8 lipca 1959
- Religionis domicilium – 17 lipca 1959
- Meritis celebratur – 17 lipca 1959
- Rosas Caelitus – 23 lipca 1959
- Praecipuo – 30 lipca 1959
- Quasi arx – 31 lipca 1959
- Respice Stellam – 9 września 1959
- Iuventutis praeceptorem – 16 października 1959
- Beatam Mariam Virginem – 21 października 1959
- Solacium ac levantionem – 23 października 1959
- Caelesti coruscans – 30 października 1959
- Michaël salutis signifer – 31 października 1959
- Mirabili nexu – 13 listopada 1959
- Luctifera bella – 25 listopada 1959
- Studium et cultus – 27 listopada 1959
- Maiora in Dies – 8 grudnia 1959
- Romanorum Pontificum – 9 stycznia 1960
- Meritis laudibus – 15 stycznia 1960
- Aligera cymba – 15 stycznia 1960
- Caeruleum mare – 5 lutego 1960
- Omnibus mater – 10 lutego 1960
- Urbi Valentiae – 12 lutego 1960
- Expedit sane – 12 lutego 1960
- Diuturno usu – 29 lutego 1960
- Apostolici muneris – 1 marca 1960
- Religio bonaeque – 16 marca 1960
- Praeclarissimum – 7 kwietnia 1960
- Studio inflammatus – 7 kwietnia 1960
- Salutiferae Crucis – 7 kwietnia 1960
- Beatum Ioseph – 7 kwietnia 1960
- Auxiliatricem Virginem – 19 kwietnia 1960
- Peculiare studium – 22 kwietnia 1960
- Decus eximium – 22 kwietnia 1960
- Beati Caelites – 28 kwietnia 1960
- Monumentum pietatis – 29 kwietnia 1960
- Quemadmodum Apostolici – 3 maja 1960
- Eo intendentes – 3 maja 1960
- Decet Nos – 3 maja 1960
- Ad universae Ecclesiae – 3 maja 1960
- Tot inter angustias – 18 maja 1960
- Peculiari studio – 20 maja 1960
- Catholica Polonia – 20 maja 1960
- Iuvat Nos – 2 czerwca 1960
- Superno Dei – 5 czerwca 1960
- Inde a Primis – 30 czerwca 1960
- Singulari studio – 1 lipca 1960
- Quemadmodum – 1 lipca 1960
- Praecipuo pietatis – 1 lipca 1960
- Merito praedicatur – 1 lipca 1960
- Ignem veni – 1 lipca 1960
- Qui servatorem – 25 lipca 1960
- Expedit sane – 25 lipca 1960
- Christiani populi – 18 sierpnia 1960
- Quod Dilectum – 20 sierpnia 1960
- Probatum studium – 3 września 1960
- Virginis Immaculatae – 5 września 1960
- Salubri ducti – 28 września 1960
- Religione – 7 października 1960
- Pietatis marialis – 7 października 1960
- Virgo intaminata – 21 października 1960
- Vel in repositarum – 21 października 1960
- Praefervidum erga – 23 listopada 1960
- Qui catholico – 16 grudnia 1960
- Eo contendente – 16 grudnia 1960
- Agri culturam – 16 grudnia 1960
- Luce collustrans – 22 grudnia 1960
- Iam in Pontificatus – 14 stycznia 1961
- Le voci – 19 marca 1961
- Sacrarum expeditionum – 20 marca 1961
- Celebrandi Concilii Oecumenici – 11 kwietnia 196
- Quotiescumque nobis – 29 czerwca 1961
- Centesimo vertente anno – 10 sierpnia 1961
- In colle – 29 września 1961
- Il religioso convegno – 29 września 1961
- Oecumenicum Concilium – 28 kwietnia 1962
- Magnifici eventus – 11 maja 1963

### Inne dzieła
Poczytnym stał się Dziennik duszy (wł. Il giornale dell’anima e altri scritti di pietà), który papież Roncalli zaczął pisać w 1895 r. i kontynuował aż do swej śmierci w 1963 r. Dzieło to przetłumaczono na wiele języków, w tym na język polski (tłum. Józefa Ledóchowska, Wydawnictwo Znak, Kraków 1965).
Jako Angelo Giuseppe Roncalli wydał Il cardinale Cesare Baronio. Nel terzo centenario della sua morte (Monza, 1908) oraz Mons. Giacomo Maria Radini-Tedeschi, vescovo di Bergamo (Rzym, 1963).

## Krytyka papieża Jana XXIII
Wielu konserwatywnych katolików – tych, którzy krytykują Sobór Watykański II – uważa, że Jan XXIII zapoczątkował ruch odwracania się od prawdziwej wiary. Większość sedewakantystów uważa, że jego wybór jest nieważny – jest przez nich uznawany za jednego z antypapieży.

## Współczesne teorie spiskowe
Niektórzy uważają, że papież Jan XXIII celowo ukrywał tajemne przesłanie przekazane przez Najświętszą Marię Pannę w objawieniach fatimskich.
Chociaż papież Jan istotnie prowadził pamiętnik, nie ma żadnego dowodu na to, że miał wizje przyszłości.

## Odnowiciel Kościoła w perspektywie luterańskiej
Jest uważany przez wiele organizacji protestanckich za reformatora chrześcijaństwa. Jan XXIII jest wspominany w roku liturgicznym części Kościołów luterańskich jako jeden z odnowicieli Kościoła (do grupy tej należą m.in. także Marcin Luter i Jan Kalwin). Dzień 3 czerwca jest w luterańskim kalendarzu liturgicznym obchodzony jako Wspomnienie Jana XXIII, biskupa Rzymu. Podczas wspomnienia biskupa Jana XXIII, używana jest biała szata liturgiczna. Wspomnienia nie obchodzą natomiast np. kościoły staroluterańskie.

## Ordery i odznaczenia

### Stolicy Apostolskiej
Papież jest ex officio suwerenem zakonów podległych Stolicy Apostolskiej, z tego tytułu przysługują mu:
- Order Najwyższy Chrystusa
- Order Złotej Ostrogi
- Order Piusa IX
- Order Świętego Grzegorza Wielkiego
- Order Świętego Sylwestra
- Kawaler Naszyjnika Orderu Grobu Świętego

### Włoskie
- Krzyż Zasługi Wojennej (Włochy)
- Pamiątkowy Medal Zjednoczenia Włoch (1922)
- Międzysojuszniczy Medal Zwycięstwa (1920)

### Zagraniczne
- Prezydencki Medal Wolności
- Legia Honorowa
- Order Zasługi Republiki Federalnej Niemiec

## Obecność w kulturze masowej
We Włoszech zrealizowano dwa filmy telewizyjne opowiadające o życiu papieża Jana XXIII:
- Ojciec Giovanni – Jan XXIII w reż. Giorgio Capitaniego, z Massimo Ghinim i Edwardem Asnerem w roli głównej, w 2002 (2 odcinki)[55].
- Dobry papież w reż. Ricky’ego Tognazziego, z Bobem Hoskinsem w roli głównej, w 2003[56].

Jako Patriarcha Wenecji występuje w książce Marcin powraca z daleka Jana Dobraczyńskiego.